# Hans-Dieter Brenner

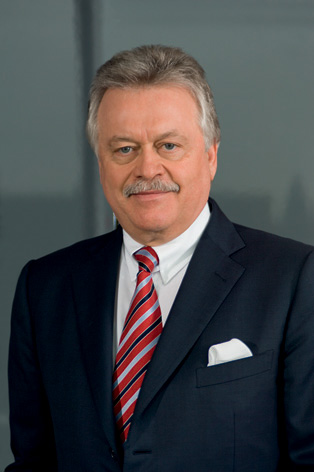
Hans-Dieter Brenner

Hans-Dieter Brenner (* 30. April 1952) ist ein deutscher Bankmanager und von Oktober 2008 bis September 2015 Vorsitzender des Vorstandes der Helaba Landesbank Hessen-Thüringen.

## Studium und Karriere
Hans-Dieter Brenner studierte Betriebswirtschaftslehre an der Universität des Saarlandes in Saarbrücken. Seine Berufslaufbahn begann er 1979 bei der Peat Marwick Mitchell & Co. (später KPMG Peat Marwick Treuhand GmbH).
Nach der Bestellung zum Steuerberater 1984 und zum Wirtschaftsprüfer 1985 wurde Brenner Geschäftsführer und Partner der KPMG Peat Marwick Treuhand GmbH. Ab 1993 fungierte er als Niederlassungsleiter und Partner der KPMG Deutsche Treuhandgesellschaft AG in Frankfurt am Main.
Seit 2001 ist er für die Helaba Landesbank Hessen-Thüringen tätig. 2002 wurde Hans-Dieter Brenner in den Vorstand der Landesbank Hessen Thüringen berufen und 2006 zum Stellvertretenden Vorsitzenden des Vorstandes der Landesbank Hessen-Thüringen ernannt.
Im Oktober 2008 übernahm er das Amt des Vorstandsvorsitzenden der Helaba Landesbank Hessen-Thüringen.
Hans-Dieter Brenner hat zum 30. September 2015 seine Tätigkeit als Vorsitzender des Vorstandes der Landesbank Hessen-Thüringen beendet und ist in den Ruhestand getreten. Für seine langjährige Vorstandstätigkeit wurde er am 22. September 2015 mit dem Hessischen Verdienstorden ausgezeichnet.
Von 2018 bis 2022 war er Landesschatzmeister der CDU Hessen.

## Mitgliedschaften
Hans-Dieter Brenner ist seit dem 1. Oktober 2008 Mitglied des Verwaltungsrates der DekaBank Deutsche Girozentrale.